# ГЕС Пантабанган
ГЕС Пантабанган – гідроелектростанція на Філіппінах на острові Лусон. Знаходячись перед ГЕС Масівай (12 МВт), становить верхній ступінь каскаду на річці Пантабанган, правій притоці Пампанги, яка впадає у північну частину Манільської затоки.
В межах проекту річку перекрили земляною греблею висотою 107 метрів, довжиною 1615 метрів та товщиною від 12 (по гребеню) до 535 (по основі) метрів. Вона складається із з’єднаних невисокою дамбою двох частин, котрі перекривають саму Пантабаган та її ліву притоку Айя. На час будівництва воду відвели за допомогою двох тунелів довжиною по 0,6 км з діаметром 7 метрів. Гребля потребувала 12 млн м3 матеріалу та утримує водосховище з пплощею поверхні 69,6 км2 та об’ємом 2996 млн м3 (корисний об’єм 2083 млн м3), в якому припустиме коливання рівня між позначками 177 та 230 метрів НРМ. З початку 2000-х років до водосховища через ГЕС Касекнан почав надходити додатковий ресурс, деривований зі сточища річки Кагаян (тече у північному напрямку та впадає до проходу Бабаян, який з'єднує Філіппінське та Південно-Китайське моря). 
Пригреблевий машинний зал ввели в експлуатацію у 1977 році з двома турбінами типу Френсіс потужністю по 50 МВт, які забезпечували виробництво 232 кВт-год електроенергії на рік. На початку 2010-х австрійська компанія Andritz провела модернізацію гідроагрегатів до показника у 60 МВт. 
Відпрацьована вода по відвідному каналу довжиною 0,25 км повертається до Пантабанган.
Видача продукції відбувається по ЛЕП, розрахованій на роботу під напругою 230 кВ.
Окрім виробітки електроенергії комплекс забезпечує зрошення 106 тисяч гектарів земель та виконує протиповеневу функцію.